# Der schönste Tag meines Lebens
Der schönste Tag meines Lebens ist ein österreichisches Heimatmelodram von 1957 unter der Regie von Max Neufeld. Die Hauptrollen sind besetzt mit Paul Hörbiger, Ellinor Jensen, Michael Ande und Paul Bösiger.
Das Drehbuch basiert auf einer Idee des damals 70-jährigen Max Neufeld, für den Der schönste Tag meines Lebens sein letzter Film sein sollte.

## Handlung
Der Waisenjunge Toni Ferency, der mit Ungarnflüchtlingen nach Österreich gekommen ist, verpasst seinen Bus zur Weiterfahrt und wird von dem ehemaligen Donaukapitän Blümel zusammen mit seinem Hund Flocki, an dem Toni mit großer Liebe hängt, aufgenommen. Der alte Herr hat ein Häuschen in der Wachau. Toni und Blümel verstehen sich ausgezeichnet und unternehmen viel miteinander. Als Blümel mit Toni die Kirche von Dürnstein besucht und dort den Gesang der Wiener Sängerknaben, die das Hochamt singen, vernimmt, ist der Junge zutiefst beeindruckt von ihrem Gesang. Er unterhält sich mit seinem Ziehvater über die singenden Knaben und erfährt, dass diese weltberühmt sind. Blümel kommt der Gedanke, dass Toni für die Sängerknaben geeignet wäre und so beschließt er, mit dem Knaben nach Wien zu reisen, um ihn bei den Sängerknaben vorzustellen.
Nachdem Blümel vom Portier des Heims der Wiener Sängerknaben barsch abgewiesen wird, kommt er mit einem Gärtner, wie er meint, ins Gespräch, der sich aber als Direktor des Hauses herausstellt, und dafür sorgt, dass Toni vorsingen darf. Er besteht die Prüfung bei Kapellmeister Schmidt mit Bravour und wird bei den Sängerknaben aufgenommen. Der Abschied voneinander fällt sowohl dem alten Herrn als auch Toni sehr schwer. Schwester Maria ist es, die Toni den ersten Trennungsschmerz zu überwinden hilft. Toni sieht nach und nach so etwas wie seine Mutter in Maria und auch die junge Schwester kümmert sich besonders liebevoll um das Waisenkind.
Den Sommer verbringen die Wiener Sängerknaben, wie fast in jedem Jahr in ihrem Ferienheim in Hinterbichl in Osttirol. Dort soll auch ihre geplante Amerikatournee vorbereitet werden. Schwester Maria und Kapellmeister Schmidt verbindet eine beginnende Liebe miteinander. Schmidt hat eine Sinfonie komponiert und hofft, damit Erfolg zu haben – auch, um Maria dann um ihre Hand zu bitten.
Als 1000 Schilling aus Schwester Marias Zimmer verschwinden, gerät Toni in Verdacht, der von einem Kameraden beobachtet worden ist, wie er während der Nacht in Marias Zimmer eingestiegen ist. Er hatte Maria ein Sträußchen selbst gepflückte Edelweiß auf den Schreibtisch gestellt. Der Junge, der ihn angeschwärzt hat, hatte seine Solopartie als „Jugend“ aus Raimunds Der Bauer als Millionär, an Toni verloren. Als Toni dazu befragt wird und man ihm klarmacht, dass nur er oder Schwester Maria das Geld genommen haben können, stellt er sich schützend vor Maria, die er liebt, als wäre sie seine Mutter, und gesteht die Tat.
Als sein Pflegevater Blümel in ihn dringt, der nicht an Tonis Schuld glaubt, weiß der Junge sich nicht mehr zu helfen und läuft davon – und stürzt in eine Felsenschlucht. Toni wird schwer verletzt und ringt mit dem Tode. Inzwischen haben sich auch die 1000 Schilling wieder angefunden, die zwischen Noten geraten waren. Toni wird wieder vollständig gesund und natürlich auch wieder in den Schoß der Sängerknaben aufgenommen. Der Knabenchor begibt sich auf seine Amerikatournee. Toni wird die Solopartien singen.

## Produktion

### Produktionsnotizen
Produktionsfirma war die Donau-Film, Wien. Die Produktionsleitung hatte Eduard Hoesch neben der Gesamtleitung inne. Die musikalische Leitung lag bei Hans Totzauer, die Liedertexte schrieb Felix Horst. Für die Bauten war Walter Schmiedl verantwortlich. Ernst Hofbauer assistierte dem Regisseur. Mit der Maske waren Grete und Fritz Jelinek befasst.

### Musik im Film
- Ein Tag voll Sonnenschein, gesungen von Michael Ande und Josef Egger
- Mei Mutterl wa a Wienerin von Ludwig Gruber

Folgende Lieder werden von den Wiener Sängerknaben vorgetragen:
- Wenn ein Lied erklingt (Marschlied)
- Schlafe, mein Prinzchen von Wolfgang Amadeus Mozart
- Das Heideröslein und Ave Maria von Franz Schubert
- Brüderlein fein von Ferdinand Raimund
- Bastien und Bastienne von Mozart, gesungen von den Wiener Sängerknaben und einem lateinischen Chor

Es spielt jeweils das Donau-Film-Orchester unter der Leitung von Hans Totzauer.

### Veröffentlichung
Nachdem der Film in einer FSK-Prüfung ab 6 Jahren freigegeben wurde mit dem Zusatz „feiertagsfrei“, fand seine Erstaufführung am 27. September 1957 im Europa-Palast in Frankfurt am Main statt. Am 12. Mai 1958 lief der Film in Madrid unter dem Titel El día más feliz de mi vida an, am 20. April 1959 in Dänemark unter  Den dejligste dag i mit liv und am 5. Juni 1959 in Finnland unter Elämäni ihanin päivä. Außerdem lief er in Frankreich unter dem Titel Le plus beau jour de ma vie und in Griechenland unter I oraioteri mera tis zois mou sowie im belgischen Fernsehen  unter dem Titel De schoonste dag van mijn leven.

## Kritik
Die Kritik von Cinema fiel wenig freundlich aus mit dem Fazit: „Da sollte man den Rohrstock rausholen.“
Auch das Lexikon des internationalen Films konnte dem Film nur wenig abgewinnen und schrieb: „Verlogenes Rührstück mit einigen schönen Naturaufnahmen, das die Flüchtlingsproblematik als Aufhänger für viele Lieder der Sängerknaben benutzt.“
Cinefacts hingegen urteilte: „Herzergreifender Film vor zeitgeschichtlichem Hintergrund.“